# مسجد حاج قاسم
مسجدحاج قاسم مربوط به دوره قاجار است و در ملایر، خیابان شهید طلوعی واقع شده و این اثر در تاریخ ۲۵ اسفند ۱۳۷۹ با شمارهٔ ثبت ۳۳۷۲ به‌عنوان یکی از آثار ملی ایران به ثبت رسیده است؛ و امروزه در این مکان کهن هیئت سرچشمه استقرار دارد.